# Анекдот.ру
анекдот.ру (anekdot.ru, «Анекдоты из России») — один из самых популярных сайтов Рунета и первый в Рунете ежедневный сайт (с 1995 г.). На сайте ежедневно публикуются новые анекдоты, истории, стишки, афоризмы, карикатуры и мемы.

## История
Основан 8 ноября 1995 года и является первым русскоязычным сайтом, обновлявшимся ежедневно (первым сайтом с новостями, но не ежедневными, был сайт НСН). Автор-составитель — Дима Вернер, он единолично сортирует тексты для публикации. Первая версия сайта была основана на анекдотах из Юзнета, которые русскоязычные пользователи присылали в ньюсгруппу relcom.humor. Вернер также читал анекдоты в Фидонете, многие из них повторялись, Вернер хотел их эффективно архивировать без повторов, для чего создал сайт по новой тогда технологии WWW.
Сайт быстро стал самым посещаемым сайтом Рунета (по рейтингу «Рамблера») (первое место в 1997 году).
Изначально сайт размещался на сервере и в домене университета Кентукки, где тогда работал Вернер. В ноябре 1996 года, когда посещаемость сайта составляла уже 1000 человек в день (это был самый посещаемый сайт Кентукки), сайт переехал на сервер Kulichki.com, которым управлял российский поисковик «Рамблер».
В 1997 году «Анекдот.ру» попал в поле зрения агентства «Нетскейт», которое занималось наполнением тогдашнего малочисленного Рунета контентом в целях его роста и развития, чтобы россияне активнее платили за Интернет провайдеру «Ситилайн». Дмитрия Вернера позвали в Россию, назначили ему зарплату, а доменное имя у него забрали. После некоторого периода работы весь проект продали РБК, в результате чего Вернер его лишился. Через несколько лет ему удалось, заняв деньги, выкупить свой проект обратно. В ходе этого процесса Вернер расстался с женой, которая не хотела бросать астрофизическую карьеру в США,
По сайту «Анекдот.ру» было написано много научных статей и защищено несколько диссертаций (например, «Ковид-анекдоты в рунете: тематические и структурные типы», «Анекдоты о Путине и выборах 10 лет спустя, или есть ли фольклор „Снежной революции“», и десятки других). Так, в 2006 году в английском Голдсмитс-колледже была защищена диссертация историка Евгения Горного на учёную степень доктора философии под названием «Креативная история Русского интернета», в которой отдельная глава посвящена «Анекдоту.ру» и называется «Фольклор в эпоху Интернета: Анекдоты из России» — в главе подробно рассматривается история сайта, его влияние на массовую аудиторию Рунета и личную жизнь Вернера. Отдельное внимание в диссертации уделено разнице между русским понятием «анекдот» и английским anecdote: Е. Горный подчёркивает, что эти концепции, несмотря на общий корень, не идентичны в этих двух языковых средах, и наиболее точным переводом названия сайта будет «Шутки из России», Jokes from Russia, а не «анекдоты» — именно так сайт именуется почти во всём тексте работы.
Сайт 4 раза выигрывал премию «РОТОР» движения ЕЖЕ, которое объединяет создателей периодических сайтов. Вернер как пионер периодики Рунета на ранних этапах вошёл в это движение и имеет в его реестре номер 25.
По утверждению Вернера, весь архив анекдотов про события 11 сентября и их обсуждение включены в цифровой архив американского института, занимающегося исследованием этих терактов, так как они сочли это достаточно важной информацией.

## Цензура
Долгое время автор сайта по принципиальным соображениям Вернер отказывался от цензуры на своём сайте: «этот принцип мной свято охраняется. Публикуется все, что присылают. Мне тысячу раз говорили: „Да я никогда в жизни больше на твой сайт не зайду, после того как ты опубликовал там такую гадость!“ Можете возмущаться, но я все равно эту гадость опубликую». Вернер указывает, что эта политика первый раз нанесла ему удар после гибели принцессы Дианы в 1997 году, когда он публиковал анекдоты на эту тему, а общественность подвергла его массовому осуждению. Затем ещё большей обструкции он подвергся после событий 11 сентября 2001 года в США, о которых также публиковал анекдоты несмотря на всеобщий траур.

Однако в марте 2022 года после вторжения России в Украину на сайте была введена цензура, предупреждение об этом было размещено на страницах сайта: 
В связи с принятым Государственной Думой законом 207.3 «Публичное распространение заведомо ложной информации об использовании Вооруженных сил Российской Федерации» на сайте вводятся особые условия публикации
Согласно нововведенным правилам, «обсуждение военного конфликта […] не допускается вне зависимости от занимаемой позиции. Нарушители предупреждаются, при повторном нарушении — банятся.»

## Владельцы
Вернеру принадлежат 51 % акций проекта, Артемию Лебедеву — 34 %, остальное — ещё двум частным лицам, по десять и пять процентов.